# Ozyptila sanctuaria
Ozyptila sanctuaria (лат.) — вид пауков семейства Пауки-бокоходы (Thomisidae). Встречается в западной и южной Европе и Турции на сухих лугах. Длина тела самцов от 2 до 3 мм, самки до 4 мм. Основная окраска коричневая со светлыми и тёмными отметинами. Эпигины с поперечными складками в передней части.
Голени первой пары ног вентрально с двумя парами шипов; волоски заострённые или булавовидные. Педипальпы самцов с тегулярным апофизом, эпигинум с чехлом. Первые две пары ног развёрнуты передними поверхностями вверх, заметно длиннее ног третьей и четвёртой пар. Паутину не плетут, жертву ловят своими видоизменёнными передними ногами.